# 521 до н. е.

## Події

#### Греція
- 4-ий рік 64 Олімпіади.

#### Персія
- квітень — придушення повстання у Парфії сатрапом Віштаспою.
- 8 травня — придушення повстання Фравартіша у Мідії. Фравартіша страчено на палі.
- 15 липня — Вауміса та Дадаршиш придушили повстання у Вірменії, страчено заколотника Чічантахму, взято у полон військовим очільником Дарія Артавадією та страчено заколотника Вахьяздату у Персії
- 27 листопада — придушення повстання у Вавілоні Віндафарною, очільника повстання Араху страчено на палі.
- 28 грудня — сатрап Бактрії Дадаршиш придушив повстання Фради у Маргу, останнього страчено на палі.

#### Китай
- початок Цзин-Вана (перший рік) (династія Східна Чжоу).